# Ярди (фільм)
Ярди (англ. The Yards) — кримінальний трилер режисера Джеймса Грея з Марком Волбергом і Хоакіном Феніксом в головних ролях. Слоган фільму -There's nothing more dangerous than an innocent man.

## Зміст
Лео Хендлер (Марк Волберг) виходить з в'язниці, де він відбував покарання за крадіжку автомобіля, яку він насправді не скоював. У пошуках роботи він звертається за допомогою до свого дядька Френка, начальника одного з депо в Нью-Йоркському метро, і знаходить у нього в штаті місце. Там же працює його старий друг Віллі (Хоакін Фенікс), який зайнявся небезпечними справами. З його допомогою Лео потрапляє в небезпечний світ шахрайства і великих грошей. Тепер він знає занадто багато чого, але помиляється і стає мішенню. Йому потрібно бігти, щоб вивести Віллі і його компанію на чисту воду.

## Ролі
| Актор                 | Роль                 |
| --------------------- | -------------------- |
| Марк Волберг          | Лео Хендлер          |
| Хоакін Фенікс         | Віллі Гутьєррес      |
| Шарліз Терон          | Еріка Штольц         |
| Джеймс Каан           | Френк Олкін          |
| Еллен Берстін         | Вел Хендлер          |
| Фей Данауей           | Кітті Олкін          |
| Стів Лоуренс          | Артур Міданік        |
| Роберт Монтано        | Гектор Галлардо      |
| Віктор Арго           | Пол Лазарідес        |
| Доменік Ломбардоцці   | Тодд                 |
| Девід Заяс            | офіцер Джеррі Ріфкін |
| Максиміліано Ернандес | бармен               |

## Знімальна група
- Режисер — Джеймс Грей
- Сценарист — Джеймс Грей, Метт Рівз
- Продюсер — Керрі Орент, Пол Вебстер, Нік Векслер
- Композитор — Говард Шор
- Оператор — Харріс Савідіс